# Natasha Dupeyrón
Natasha Dupeyrón  (Mexikóváros, Mexikó, 1991. június 6. –) mexikói színésznő, énekesnő.

## Élete és pályafutása
1991. június 6-án született Mexikóvárosban. Édesapja, Humberto Dupeyrón és nagynénje, Elizabeth Dupeyrón szintén színészek. Karrierjét 1995-ben kezdte a María című sorozatban. 2002-ben a La otra című telenovellában Natalia szerepét játszotta. 2003-ban szerepet kapott a De pocas, pocas pulgasban. 2012-ben szerepet kapott a Miss XV című sorozatban.

## Filmográfia
| Év        | Cím                                          | Szerep                         |
| --------- | -------------------------------------------- | ------------------------------ |
| 1995      | María (María la del Barrio)                  | Perlita Ordóñez                |
| 1998      | Gotita de amor                               | Loreta                         |
| 1998      | Ángela                                       | María Molina                   |
| 2000      | Sebzett szívek (Siempre te amaré)            | Antonia Castellanos (gyerek)   |
| 2000      | Recompensa                                   | Regina                         |
| 2001      | Szeretők és riválisok (Amigas y rivales)     | Aurora                         |
| 2001      | Carita de ángel                              | Lucía                          |
| 2002      | La otra                                      | Natalia Ibáñez                 |
| 2003      | De pocas, pocas pulgas                       | Alejandra 'Alex' Lastra        |
| 2005      | A vadmacska új élete (Contra viento y marea) | Gringa                         |
| 2005      | Peregrina                                    | Eva 'Evita' Alcocer Osorio     |
| 2006      | Rebelde                                      | Augustina / Natasha            |
| 2006      | Efectos secundarios                          | Mimí                           |
| 2007      | Lola, érase una vez                          | Marion Von Ferdinand           |
| 2008      | La rosa de Guadalupe                         | Verónica                       |
| 2008-2009 | Juro que te amo                              | Rosalía 'Lia' Madrigal Campero |
| 2009      | Verano de amor                               | Berenice Perea Olmos           |
| 2012      | Miss XV                                      | Nathalia D'Acosta              |
| 2013      | Qué pobres tan ricos                         | Frida Ruizpalacios Romagnoli   |